# Jake e Dinos Chapman
Jake Chapman (nascido em 1966) e Dinos Chapman (nascido em 1962) são irmãos e artistas ingleses conceituais, conhecidos como os Chapman Brothers (Irmãos Chapman), trabalhando quase que exclusivamente juntos. Eles vieram a ser conhecidos como parte do movimento "Young British Artists" promovido por Charles Saatchi.

## Obras
Jake e Dinos Chapman produzem escultura iconoclasta, impressões e instalações que examinam, com perspicácia e energia, a política, religião e moral contemporâneas. Trabalhando juntos desde sua graduação no Royal College of Art, em 1990, os irmãos receberam pela primeira vez a aclamação da crítica em 1991, pela escultura intitulada "Disasters of War", criada sobre figuras de plástico remodeladas, emulando cenas da obra de Goya com o mesmo nome. Depois, eles pegaram uma única cena do trabalho e transformaram-na em "Great Deeds Against the Dead" (1994), um quadro em tamanho real de manequins modificados, que mostrava três soldados mutilados e castrados amarrados à uma árvore.
Os irmãos continuaram com o tema do grotesco anatômico e pornográfico com a série de manequins de crianças, algumas siamesas, com genitálias no lugar das características faciais. Em 2003, com a série "Insult to Injury", eles alteraram um conjunto de águas-fortes de Goya adicionando faces cômicas. No mesmo ano, foram nominados para o Turner Prize. Além de "Injury to Injury", também apresentaram dois novos trabalhos: "Sex" e "Death". "Sex" apresenta o mesmo cenário de "Great Deeds Against the Dead", só que em um avançado estado de podridão. "Death" mostra duas bonecas infláveis praticando a posição sexual 69: apesar de parecerem feitas de plástico, são na verdade feitas de bronze, pintadas para parecer plástico.
Seu mais ambicioso trabalho foi "Hell" (1999), um imenso quadro habitado por mais de trinta mil figuras remodeladas, grande parte em uniformes nazistas executando escandalosos atos de crueldade. O trabalho combinou narrativas históricas, religiosas e míticas para apresentar um retrato apocalíptico do século XX. Tragicamente o trabalho foi destruído em um incêndio no MOMART, em 2004. A resposta dos Chapmans foi um trabalho ainda mais ambicioso em escala e detalhe: o resultado foi "Fucking Hell" (2008). 